# Димитър Катранов
Димитър Атанасов Катранов (известен и като чорбаджи Митю) е известен търговец, съдия и адвокат от Свищов и Оряхово.

## Биография
Димитър Атанасов Катранов е роден в Свищов през 1830 г. Той е четвъртото дете в семейството на Атанас Катранжиоолу (чорбаджи Танаско) и Фица Атанасович. Неговият баща е заможен търговец и общински съветник. Семейната компания участва активно в трафика на стоки, предназначени за българските земи, румънските княжества и европейските държави. Димитър Катранов получава образование в класното училище на Христаки Павлович в Свищов, а по-късно продължава обучението си в Гръцкото училище в Букурещ. Владее гръцки, френски, румънски и турски език.
Бил е състоятелен търговец, управител на тютюнева фабрика в Оряхово, по-късно съдия и адвокат. Димитър Катранов сключва брак с Евангели (Вангели) Божинова, имат 6 деца – три дъщери и трима синове.
Подобно на редица стопански дейци свищовският предприемач не остава безучастен към подпомагането на националноосвободителните движения в българските земи. Установява лични контакти с Васил Левски през 1872 г.
След Освобождението на България е избран от Временното руско управление е назначен за председател на Окръжния съд в Берковица през 1879 г., но преди Учредителното събрание е назначен за председател на Ряховския окръжен съвет (до 1881 г.). Като такъв „по право“ участва в заседанията на Учредителното събрание в Търново през 1879 година.
Убеден консерватор, той участва активно в дебатите по приемането и утвърждаването на отделни членове от Търновската конституция. С други четирима депутати внася предложение за намаляване на цивилната листа на княза, за установяване на наследниците на престола по „мъжка линия“, за избор на основата един депутат на 25 000 жители. Той пледира също за намаляване на срока от пет на три години за свикване на Велико народно събрание и преразглеждане на Конституцията.
Димитър Катранов е привърженик на Режима на пълномощията на княз Александър I (1879 – 1886 г.). В периода от 1881 г. до 1883 г. той последователно заема постовете на околийски началник в с. Камено поле, Оряховско (1881), и в община Оряхово (1881 – 1883). Развива успешна адвокатска практика в Оряхово.
Димитър Катранов завършва земния си път в Свищов на 18 декември 1905 г.
Неговият братовчед Николай Катранов е прототип на революционера Дмитрий Инсаров в романа на Иван Тургенев „В навечерието“.